# Manenborgh

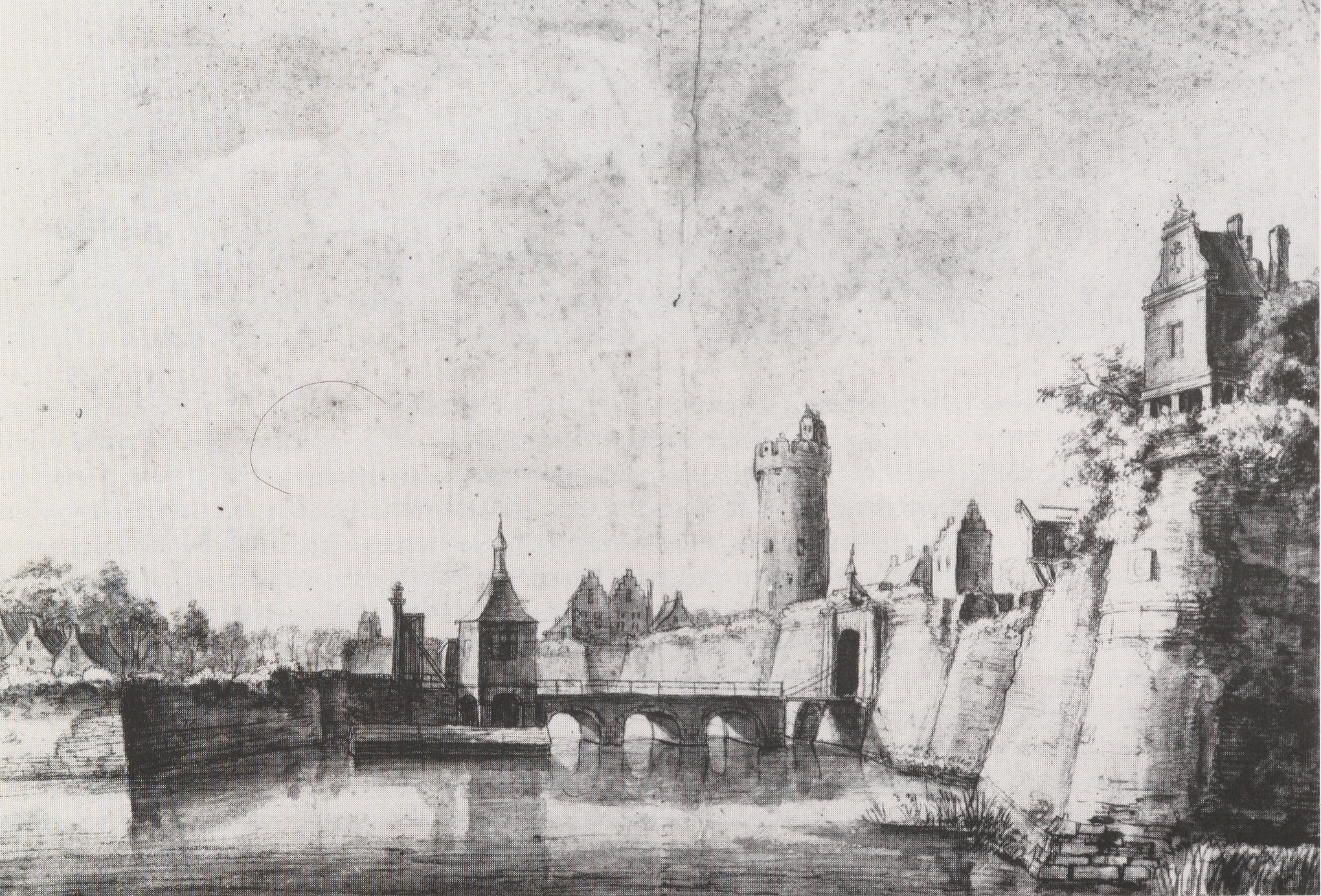
Deel van zuidelijke Utrechtse stadsverdediging met rechts vooraan bolwerk Manenborgh in een tekening uit omstreeks 1670. Verder is de verdedigingsgracht (Stadsbuitengracht) te zien en van rechts naar links de stadsmuur met de Tolsteegpoort (stadspoort) en daarachter bolwerk Sterrenborgh. Geheel links in de tekening staan een paar huizen in het buiten de stadsmuren gelegen Vaartse Rijn. De hoge toren is de Bijlhouwerstoren.

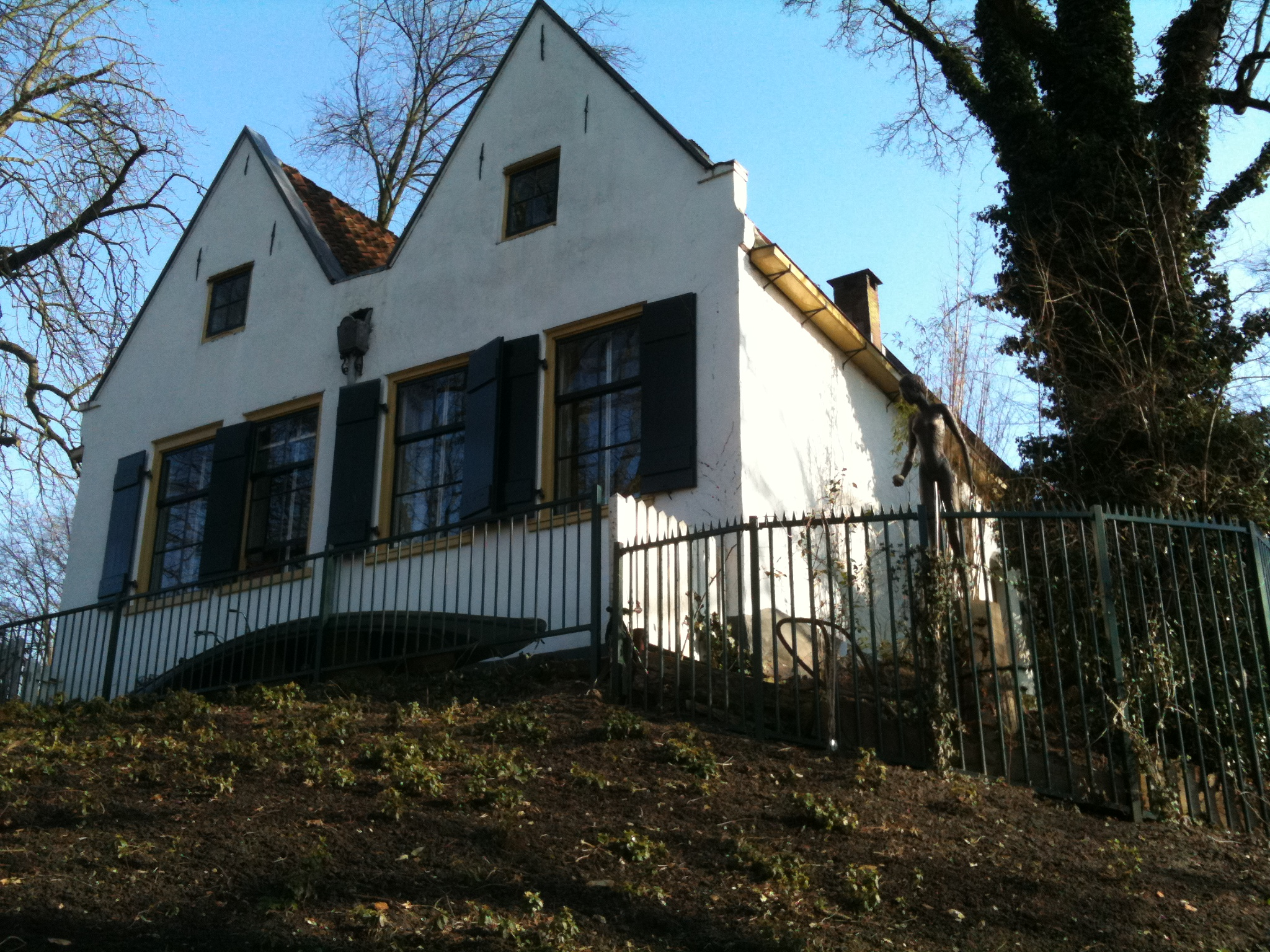
Woning op Manenburg

Manenborgh, ook wel Manenburg genoemd, was een bolwerk in het centrum van de Nederlandse stad Utrecht.

## Geschiedenis
In de 16e eeuw liet keizer Karel V de middeleeuwse stadsverdediging van deze stad uitbreiden. Onder meer vier stenen bolwerken verrezen daarin rond 1550 aan de verdedigingsgracht (de Stadsbuitengracht), waaronder Manenborgh en Sonnenborgh. De stadsbouwmeester Willem van Noort ontwierp het fortificatieplan voor Utrecht en was in het zuidelijke deel van de stad verantwoordelijk voor de bouw van bolwerk Manenborgh. Om in deze uitbreiding ruimte te scheppen voor de aanleg van dit bolwerk, werd de verdedigingsgracht verlegd. Hoewel bedoeld als verdedigingswerk, kreeg de Manenborgh gaandeweg een functie als woonhuis en veestal.
Omstreeks 1580 werden met de vestingbouwkundige Adriaen Anthonisz nog eens vijf grote aarden bolwerken aan de stadsmuur toegevoegd, zoals Lepelenburg en Lucasbolwerk. De aanleg van de serie van vijf aarden bolwerken was de laatste modernisering van de verdedigingswerken in de stad totdat in de 19e eeuw uitvoering werd gegeven aan de Nieuwe Hollandse Waterlinie met een aantal forten bij Utrecht. 
Vanaf 1830 zijn de overtollig geworden Utrechtse bolwerken, stadspoorten, verdedigingstorens en stadswal grotendeels afgebroken. Met de afbraak kon in de volgende decennia - naar ontwerp uit 1829 van de landschapsarchitect Jan David Zocher jr. - op een groot deel van de voormalige verdedigingswerken het Zocherpark worden aangelegd. Manenborgh maakt vandaag de dag onderdeel uit van dit singelplantsoen. Onderste delen van het bolwerk zijn bewaard gebleven. Restanten zijn een rijksmonument evenals twee woningen die bij het bolwerk staan. 
Huub Bals, de oprichter van het International Film Festival Rotterdam, woonde met zijn vrouw op Manenborgh, voordat hun kind werd geboren. Dat werd daarom te klein en daarom verhuisden ze. De beeldhouwers Pieter d'Hont en Paulus Reinhard hadden in de 20e eeuw hun atelier in Manenborgh. Sinds 2007 wordt het gebruikt door de beeldhouwers Amiran Djanashvili en Dick Aerts.
Begijnebolwerk · Bijlhouwerstoren · Catharijnepoort · Forten bij Utrecht · Lepelenburg · Lucasbolwerk · Manenborgh · Mariabolwerk · Morgenster · Pellecussenpoort · Plompetoren · Smeetoren · Sonnenborgh · Stadsbuitengracht · Sterrenburg · Tolsteegpoorten · Traiectum/Trecht · Vredenburg · Weerdpoort · Wittevrouwenpoort · Wolvenburg